# Nolan Gerard Funk
Nolan Gerard Funk (ur. 28 lipca 1986 w Vancouver w prowincji Kolumbia Brytyjska) – kanadyjski aktor, piosenkarz i tancerz.
Znany jest z roli Huntera Claringtona w serialu telewizyjnym Glee oraz Collina Jenningsa w serialu MTV Akward. Za występ w serialu Renegadepress.com został wyróżniony nominacją do nagrody Leo w 2007. W 2009 grał Conrada Birdie w broadwayowskim revivalu musicalu Bye Bye Birdie.

## Filmografia
- 2004−2006: Renegadepress.com jako Ben Lalonde
- 2006: Człowiek widmo II (Hollow Man II) jako Josh
- 2006: Historia Gwen Araujo (A Girl Like Me: The Gwen Araujo Story) jako Michael
- 2006: The Obsession jako Jesse Sherman
- 2008: Martwa dziewczyna (Deadgirl) jako Dwyer
- 2009: Spectacular! jako Nikko Alexander
- 2012: Another Dirty Movie jako Mason
- 2012: Dom na końcu ulicy (House at the End of the Street) jako Tyler Reynolds
- 2012−2013: Glee jako Hunter Clarington
- 2013: Akward jako Collin Jennings
- 2013: Evidence jako Tyler Morris
- 2013: The Canyons jako Ryan
- 2013: Riddick jako Luna
- 2015: American Romance jako Jeff Madison